# ステファン・ディアガナ
ステファーヌ・ディアガナ（Stéphane Diagana、1969年1月23日 - ）はフランスの陸上競技選手、専門は短距離走およびハードル。アヴェロン県サンタフリク出身。セネガル系フランス人。身長186cm、体重80kg。

## 経歴
1990年8月29日、スプリトで開催されたヨーロッパ陸上競技選手権大会400mハードルにおいて48秒92の記録で5位に入った。またジャン＝クロード・ナレが16年間保持していたフランス記録を0秒02更新し注目を集めた。1992年8月6日、バルセロナオリンピック400mハードルに出場し48秒16の記録で4位入賞の成績を残した。
1995年7月5日ローザンヌで開催されたアスレティッシマ400mハードルにおいて47秒37を記録し優勝。男子400mハードル1995年世界ランキング1位を獲得し、またハラルト・シュミットが保持していた同種目のヨーロッパ記録を0秒11更新した。8月10日、世界陸上競技選手権イェーテボリ大会400mハードル決勝では48秒14の記録でデリック・アドキンス、サミュエル・マテテに次ぐ3位に入った。
1997年8月4日世界陸上競技選手権アテネ大会400mハードル決勝では47秒70の記録でルウェリン・ハーバート、ブライアン・ブロンソンらを退け優勝。世界陸上競技選手権では男子フランス代表選手として初めての金メダルを獲得した。1999年8月27日の世界陸上競技選手権セビリア大会ではファブリツィオ・モリに次ぐ2位に入った。2003年母国開催となった世界陸上競技選手権パリ大会では400mハードルこそ準決勝敗退の結果に終わったが、8月31日の4×400mリレーにレスリー・ジョーヌ、ナマン・ケイタ、マルク・ラキーユと出場し、第3走者として優勝に貢献した。
その他、ヨーロッパ陸上競技選手権大会では2002年ミュンヘン大会400mハードルで優勝を飾るなど3度表彰台に立った。

## 人物

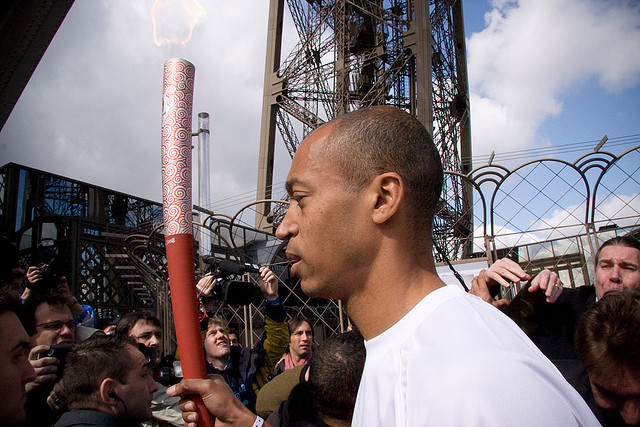
2008年4月パリにて聖火ランナーを務めるディアガナ

ディアガナはアンチドーピングの熱心な活動家であり、世界アンチ・ドーピング機関の委員を務めた。2004年、パリ高等商科大学（en）で高水準の陸上競技選手の資格を取得し修了した。またフランス・テレビジョンで陸上競技の解説を担当した。2007年1月28日、フランス国内の陸上競技選手のプロ化を促進するフランス陸上競技リーグの初代会長に就任した。以前は七種競技選手のオディール・ルサージュと暮らしており、彼女との間に3人の子供をもうけた。
2008年4月7日、ディアガナはパリ市内で最初の北京オリンピック聖火ランナーを務めた。この時パリ市議会議員のシルヴァン・ギャレルが飛び出しトーチを奪おうとしたが取り押さえられ、ディアガナは事なきを得た。

## 主な戦績
| 年   | 大会                         | 開催地       | 種目    | 順位 | 記録      |
| ---- | ---------------------------- | ------------ | ------- | ---- | --------- |
| 1992 | オリンピック                 | バルセロナ   | 400mH   | 4位  | 48秒13    |
| 1992 | IAAFワールドカップ           | ハバナ       | 400mH   | 3位  | 49秒34    |
| 1994 | ヨーロッパ陸上競技選手権大会 | ヘルシンキ   | 400mH   | 3位  | 48秒23    |
| 1994 | ヨーロッパ陸上競技選手権大会 | ヘルシンキ   | 4×400mR | 2位  | 3分01秒11 |
| 1994 | IAAFグランプリファイナル     | パリ         | 400mH   | 3位  | 48秒64    |
| 1995 | 世界陸上競技選手権大会       | イェーテボリ | 400mH   | 3位  | 48秒14    |
| 1997 | 世界陸上競技選手権大会       | アテネ       | 400mH   | 優勝 | 47秒70    |
| 1997 | IAAFグランプリファイナル     | 福岡         | 400mH   | 2位  | 48秒14    |
| 1998 | IAAFグランプリファイナル     | モスクワ     | 400mH   | 優勝 | 48秒30    |
| 1999 | 世界陸上競技選手権大会       | セビリア     | 400mH   | 2位  | 48秒12    |
| 2002 | ヨーロッパ陸上競技選手権大会 | ミュンヘン   | 400mH   | 優勝 | 47秒58    |
| 2002 | IAAFグランプリファイナル     | パリ         | 400mH   | 2位  | 47秒82    |
| 2003 | 世界陸上競技選手権大会       | パリ         | 4×400mR | 優勝 | 2分58秒96 |

その他、各大会において以下の成績を残した。
- ヨーロッパカップ
  - 400mH 優勝（1993年） 2位（1997年, 2002年） 3位（1994年, 2001年）
- フランス選手権
  - 400m 優勝（1992-1995年、1997年、2001年）
  - 400mH 1990年
  - ジュニア400m 1988年

## 記録
- 400m - 45秒18（1992年）
- 400mH - 47秒37（1995年） 元ヨーロッパ記録、フランス記録

### 400mハードル記録更新歴
ディアガナは男子400mハードルのフランス記録を8度更新した。
| 年齢 | 記録   | 開催地             | 年月日        | 備考                                       |
| ---- | ------ | ------------------ | ------------- | ------------------------------------------ |
| 21   | 48秒92 | スプリト           | 1990年8月29日 | ヨーロッパ陸上競技選手権大会 決勝5位       |
| 22   | 48秒55 | ローザンヌ         | 1992年7月8日  | アスレティッシマ 6位                       |
| 23   | 48秒41 | バルセロナ         | 1992年8月3日  | バルセロナオリンピック 予選3組2着          |
| 23   | 48秒28 | バルセロナ         | 1992年8月5日  | バルセロナオリンピック 準決勝2着           |
| 23   | 48秒13 | バルセロナ         | 1992年8月6日  | バルセロナオリンピック 決勝4位             |
| 24   | 48秒08 | ローマ             | 1993年6月6日  | ヨーロッパカップ（ゴールデンガラ） 予選1着 |
| 24   | 47秒64 | シュトゥットガルト | 1993年8月19日 | 世界陸上競技選手権大会 決勝4位             |
| 25   | 47秒37 | ローザンヌ         | 1995年7月5日  | アスレティッシマ 優勝                      |